# 2009
L'any 2009 és un any normal començat en dijous en el calendari gregorià. Ha sigut designat:
- Any del Bou, segons l'horòscop xinès.
- Any Internacional de l'Astronomia, segons l'ONU.[1]
- Any Internacional de la Reconciliació, segons l'ONU.[2]
- Any Internacional de les Fibres Naturals, segons l'ONU.[3]
- Any Internacional de l'Aprenentatge sobre els Drets Humans, segons l'ONU.[4]
- Any Internacional del Goril·la, segons l'ONU.[5]
- Any de Nikolai Gógol, segons la UNESCO.[6]

## Esdeveniments

### Països Catalans
- Llançament d'All the Plans, cançó del grup de rock alternatiu, Starsailor.

Gener
- 1 de gener: Figueres (Alt Empordà) pren el relleu a Perpinyà com a Capital de la Cultura Catalana 2009.
- 2 de gener: Entra en funcionament l'Agència Tributària de les Illes Balears.[7]
- 6 de gener: El Silenci, obra de l'escriptor Gaspar Hernàndez, obté el 41è Premi Josep Pla de narrativa.[8]
- 19 de gener: Celebració de la 1a edició dels Premis Gaudí, lliurats per l'Acadèmia del Cinema Català.[9]
- 21 de gener: Dos joves multats amb 1.440 € cadascú per despenjar la bandera espanyola del Castell de Montjuïc, a Barcelona.[10]
- 24 de gener: Un temporal de vent causa incendis, nombroses destrosses i vuit morts a Catalunya i País Valencià.[11]
- 27 de gener: L'economia catalana entra oficialment en recessió segons el conseller d'Economia i Finances, Antoni Castells.[12]
- 29 de gener:
  - L'últim home que parlava català, obra de l'escriptor i diplomàtic Carles Casajuana, obté el 28è Premi Ramon Llull de novel·la.[13]
  - El diari Metro tanca l'edició de Barcelona a causa de la crisi econòmica; set dies després ho fan les de Castelló, Alacant i València.[14][15]

Febrer
- 11 de febrer: El Senat espanyol aprova una moció per exigir al Govern l'emissió de TVC al País Valencià.[16]
- 18 de febrer: Al voltant d'un 80% dels jutges de València, el 40% de Catalunya i el 50% de les Illes Balears secunden la primera vaga del gremi a Espanya.[17]
- 20 de febrer: Microsoft tradueix al català el servei de correu electrònic Windows Live Hotmail.[18]
- 23 de febrer: El domini .cat registra 35.000 webs en el seu tercer aniversari.[19]
- 25 de febrer: Les autoritats franceses ordenen el tancament de les emissions de TVC a Catalunya Nord.[20]

Març
- 7 de març: Manifestació «Deu Mil a Brussel·les».[21]
- 17 de març, Catalunya Ràdio ingressa com a membre aprovat a la Unió Europea de Radiodifusió (UER).[22]
- 18 de març: Nombrosos aldarulls a Barcelona en resposta al desallotjament dels estudiants anti-Bolonya acampats a la UB.[23]
- 19 de març:
  - Vaga a Catalunya convocada pels cinc sindicats de l'Ensenyament (USTEC-STS, CCOO, ASPEPC-SPS, UGT i CGT).[24]
  - Al País Valencià se celebra la nit de la cremà de les falles 2009.[25]
- 25 de març: Els sindicats d'Infermeria de Menorca i Eivissa anuncien que s'afegiran als actes de rebuig del decret del català que pretén aprovar el Govern de les Illes Balears.[26]
- 31 de març: Primera celebració del Dia Internacional de la Visibilitat Transgènere[27]

Abril
- 13 d'abril: L'eurodiputat de CDC, Ignasi Guardans, fitxa pel Govern espanyol del PSOE.[28]
- 14 d'abril: Joan Tardà, ERC) denuncia l'Estat espanyol davant del Tribunal Europeu dels Drets Humans.[29]
- 22 d'abril: RAC 1 desbanca a Catalunya Ràdio com a emissora líder de Catalunya després de quinze anys, segons l'EGM.[30]
- 23 d'abril, creació de la web Asco de vida.
- 27 d'abril: El crític Joan Carretero deixa la militància d'ERC, un dia després que també ho fes Jaume Renyer.[31]
- 30 d'abril: El PSPV vota amb el PP per a impedir l'entrada de la Generalitat Valenciana a l'Institut Ramon Llull, fet que provoca la dimissió de la diputada socialista Marisol Sorribes.[32]

Maig
- 2 de maig:
  - A l'Estadi Santiago Bernabéu (Madrid), el Futbol Club Barcelona, dirigit per Pep Guardiola, guanya per 2-6 al Reial Madrid, entrenat per Juande Ramos, amb gols de Thierry Henry (2), Leo Messi (2), Carles Puyol i Gerard Piqué. De Ramos i Higuaín pel Madrid.
- 7 de maig:
  - La Universitat de Lleida investeix doctor honoris causa al filòleg català Joan Solà i Cortassa.[33]
  - El professor d'història, obra de l'escriptor Joan Francesc Mira, obté el 6è Premi Maria Àngels Anglada de narrativa.[34]
- 12 de maig: El govern espanyol sanciona la central nuclear d'Ascó amb 15,4 milions d'euros per les fuites del 2007 i 2008.[35]
- 20 de maig: El President de la Generalitat Valenciana, Francisco Camps, declara davant del TSJCV com a imputat en el cas Gürtel.[36]

Juny
- 16 de juny, El Prat de Llobregat: entra en funcionament l'terminal 1 de l'aeroport Internacional de Barcelona.
- 25 de juny: Mort del Rei del Pop Michael Joseph Jackson, més conegut com Michael Jackson, reconegut com un dels millors artistes de la música.
- 27 de juny: Comença el Correllengua 2009 a Cervera, edició dedicada a l'escriptor Manuel de Pedrolo.[37]
- 29 de juny: Un vessament al Port de València omple de fueloil deu platges valencianes.[38]
- 30 de juny: Comença la primera fase d'apagada analògica de televisió als Països Catalans.[39]

Juliol
- 10 de juliol, Parlament de Catalunya: S'aprova la Llei 12/2009, coneguda com la Llei d'Educació, que blinda la immersió lingüística.[40][41]
- 22 de juliol: La patronal PIMEC decideix unir-se amb Foment del Treball Nacional.[42]

Agost
- 3 d'agost: Es produeix a Girona la primera víctima mortal de Grip A a Catalunya.[43]
- 18 d'agost: Primer trasplantament de cara en terres catalanoparlants a l'Hospital La Fe de València.[44]

Setembre

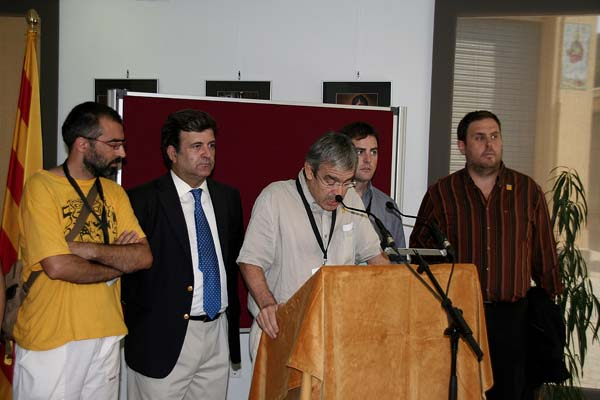
La Comissió avaluadora de la consulta d'Arenys de Munt el 13 de setembre del 2009

- 13 de setembre: Se celebra a la població d'Arenys de Munt la primera consulta sobre la independència de Catalunya.[45]

Novembre

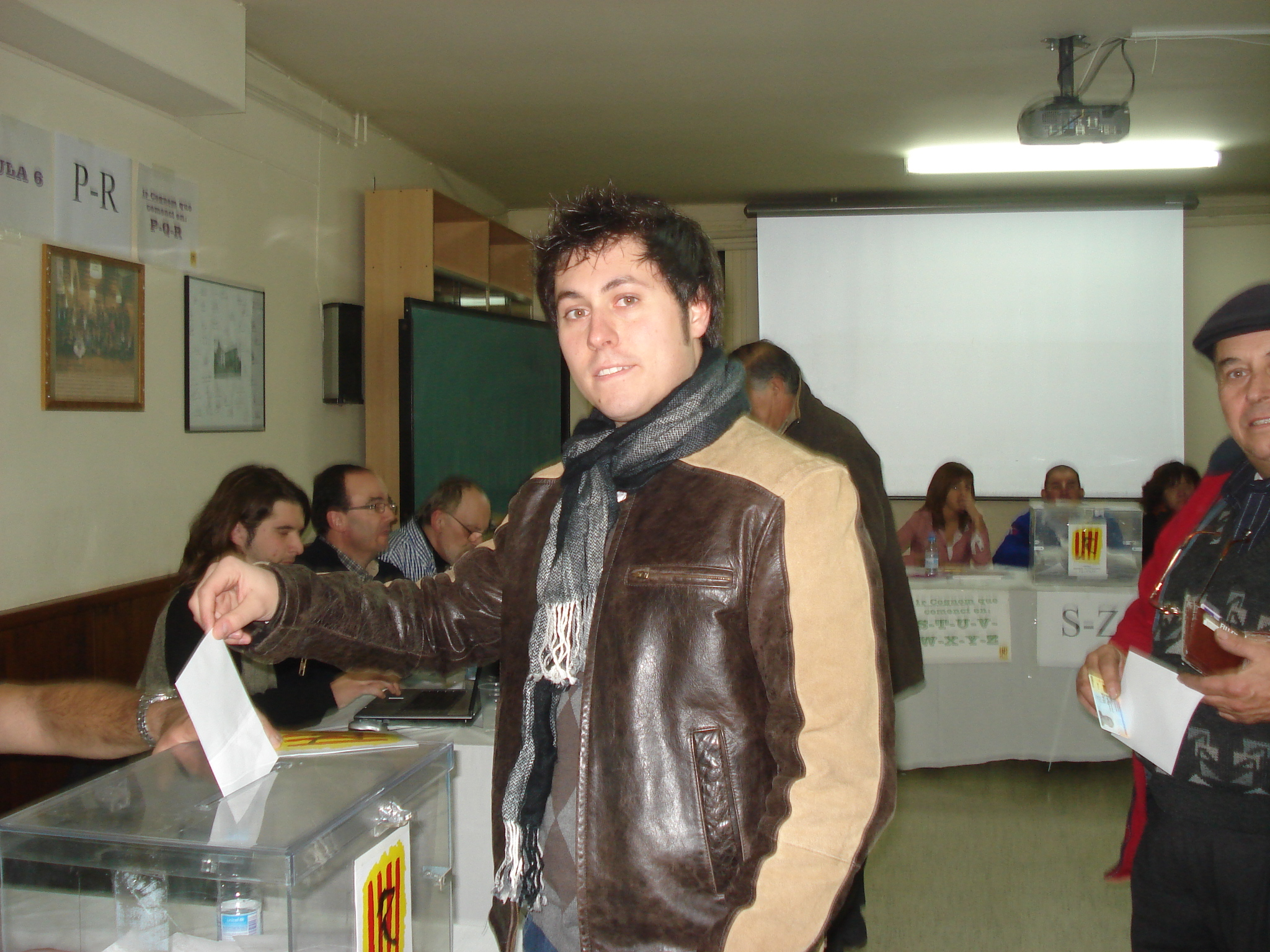
Gent votant a Ripoll per la consulta sobre la independència de Catalunya el 13 de desembre del 2009.

- Dotze diaris publiquen l'editorial conjunta La dignitat de Catalunya.

Desembre
- 13 de desembre: Entra en funcionament a Santa Coloma de Gramenet el primer tram de la Línia 9 del metro de Barcelona, la primera línia de metro totalment automàtica de la xarxa i de la península Ibèrica.
- 18 de desembre: Pastoral catalana, obra de l'escriptor Julià de Jòdar, obté el 16è Premi Carlemany de novel·la.[46]
- 21 de desembre:
  - Contes de la lluna absent, obra de l'escriptora Monika Zgustová, obté el 12è Premi Mercè Rodoreda de contes i narracions.[47]
  - Se celebra la segona edició de la gala dels Premis Pompeu Fabra.[48]
- Sabadell, estiu: Se celebra la primera edició del festival musical Embassa't.

### Resta del món
- Estrena de la pel·lícula espanyola Amanecer en Asia
- Estrena de la pel·lícula Alien Trespass, ciència-ficció còmica
- Estrena de la pel·lícula De père en flic
- Disney's Friends for Change, iniciativa de Disney Channel contra el canvi climàtic
- Estrena del documental 'El esfuerzo y el ánimo

Gener
- 1 de gener:
  - Àustria, Japó, Mèxic, Turquia i Uganda assumeixen el seient no permanent al Consell de Seguretat de Nacions Unides 2009.
  - La República Txeca pren el relleu de la presidència del Consell de la UE a França.[49]
  - Eslovàquia adopta l'euro com a moneda oficial.[50]
  - Noruega legalitza el matrimoni homosexual i Hongria reconeix les parelles de fet.
  - Almenys 64 persones moren en un incendi d'una discoteca durant el cap d'any a Bangkok.[51]
  - Irlanda inicia al seu país la retirada de bombetes elèctriques incandescents prevista a tota la UE.
  - La televisió pública de Turquia comença a emetre TRT Kurdî, el primer canal en llengua kurda.[52]
  - Vílnius, Lituània) i Linz, Àustria) són escollides Capital Europea de la Cultura.
- 3 de gener: Les forces armades d'Israel envaeixen la franja de Gaza.[53]
- 5 de gener: Leon Panetta és escollit nou director de la CIA per Barack Obama.[54]
- 8 de gener: Juan José Ibarretxe, primer lehendakari de la història citat a declarar com a acusat en un judici.[55]
- 11 de gener: Naufraga un vaixell amb 260 passatgers a prop de l'illa de Sulawesi, Indonèsia.[56]
- 12 de gener: S'implanta l'obligatorietat d'expedir amb antelació el Sistema Electrònic d'Autorització de Viatges per a aquells viatgers provinents de països del Programa de Renúncia de Visat que vulguin entrar als Estats Units.
- 17 de gener: Israel declara l'alto el foc unilateral contra la Franja de Gaza després de 22 dies de combat.[57]
- 20 de gener: Inici del mandat de Barack Obama, 44è President dels Estats Units.[58]
- 25 de gener: S'aprova per referèndum una nova Constitució a Bolívia amb el 61,43% dels vots.[59]
- 26 de gener: Entrada al nou any xinès (4707: Any del Bou).[60]

Febrer
- 1 de febrer: Jóhanna Sigurðardóttir esdevé Primera Ministra d'Islàndia, sent la primera cap de govern declarada obertament lesbiana.[61]
- 7-13 de febrer: 181 persones moren en un gran incendi forestal a l'estat de Victòria, Austràlia).[62]
- 8 de febrer: 
  - El Tribunal Suprem espanyol il·legalitza els partits independentistes bascos Askatasuna i Democràcia 3 Milions.[63]
  - Suïssa aprova en referèndum la lliure circulació de ciutadans de Bulgària i Romania.[64]
- 16 de febrer:
  - Veneçuela aprova en referèndum la reelecció il·limitada del seu President.[65]
  - Comença a Phnom Penh el judici a Kaing Guek Eav ('Duch'), antic líder dels khmers rojos.[66]
- 22 de febrer: 81a edició dels Premis Oscar de cinema a Los Angeles, Estats Units).

Març
- 2 de març: Mor assassinat João Bernardo Vieira, cap d'Estat de Guinea Bissau.[67]
- 4 de març: Omar al-Bashir, President de Sudan, és requerit pel TPI per ser jutjat per crims contra la humanitat al Darfur.[68]
- 8 de març: L'IRA Autèntic mata dos militars britànics a la caserna de Massereene, a Antrim, Irlanda del Nord).[69]
- 8 de març: L'IRA de Continuïtat mata a trets un policia del PSNI a Craigavon, Irlanda del Nord).[70]
- 11 de març
  - Winnenden, Alemanya) - Mor abatut per la policia un jove de disset anys després de matar a trets 13 companys d'escola i atropellar 2 vianants amb un cotxe.[71]
  - Samson i Geneva (Alabama): Un home armat mata a deu persones i dispara contra diversos edificis i després se suïcida.[72]
- 15 de març: El socialista Mauricio Funes, FMLN) guanya les eleccions presidencials al Salvador amb el 51,3% dels vots.[73]

Abril
- 1 d'abril: Albània i Croàcia s'uneixen a l'OTAN.[74]
- 4 d'abril: Anders Fogh Rasmussen és escollit nou secretari general de l'OTAN.[75]
- 6 d'abril: El terratrèmol de L'Aquila de magnitud 6,3 causa 294 morts i més de 1.000 ferits a L'Aquila, Itàlia).[76]
- 7 d'abril: L'exPresident del Perú, Alberto Fujimori, és condemnat a vint-i-cinc anys de presó per ordenar assassinats i segrestos.[77]
- 11 d'abril: L'estat d'emergència a Tailàndia per les protestes anti-governamentals provoca la cancel·lació de la cimera de l'ASEAN.[78]
- 22 d'abril: El brot de grip per A(H1N1) de 2009 causa els primers contagis a Mèxic, alguns d'ells mortals.
- 23 d'abril: S'allibera la versió 9.04 d'Ubuntu, una de les distribucions més populars del sistema operatiu GNU/Linux, també en català. El seu criptònim és Jaunty Jackalope.

Maig
- 3 de maig: El dretà Ricardo Martinelli (Canvi Democràtic) guanya les eleccions presidencials a Panamà amb el 60% dels vots.[79]
- 17 de maig: Dalia Grybauskaitė esdevé, amb el 68% dels vots, la primera dona a la Presidència de Lituània.[80]
- 18 de maig: L'exèrcit de Sri Lanka proclama la victòria sobre la guerrilla secessionista dels Tigres d'Alliberament de Tamil Eelam.[81]
- 22 de maig: El Banco Santander ven el Banco de Venezuela al govern veneçolà per 750 milions d'euros.[82]
- 27 de maig: El Barça guanya la Lliga de Campions, a Roma, superant per 2 gols a 0 el Manchester United FC.[83]

Juny
- 1 de juny: Moren els 228 passatgers del vol 447 d'Air France en estavellar-se a l'oceà Atlàntic, durant la ruta Rio de Janeiro-París.[84]
- 12 de juny: Mahmud Ahmadinejad torna a ser escollit President de l'Iran, entre protestes dels opositors per un suposat frau electoral.[85]
- 21 de juny: Groenlàndia esdevé més autònom del Regne de Dinamarca, controlant de manera independent l'aplicació de lleis, els afers judicials i els recursos naturals. El groenlandès es converteix en l'única llengua oficial.[86]
- 24 de juny: Equador, Saint Vincent i les Grenadines i Antigua i Barbuda ingressen a l'ALBA.[87]
- 25 de juny: Mor Michael Jackson
- 26 de juny: Ricky Rubio és elegit pels Minnesota Timberwolves com el número 5 del Draft de l'NBA del 2009.[88]
- 28 de juny: Un cop d'Estat expulsa el President d'Hondures, Manuel Zelaya, generant la condemna de l'ONU i l'OEA.[89]
- 30 de juny: Moren 152 passatgers del vol 626 de Yemenia en estavellar-se a la costa de les Comores, durant la ruta Sanaà-Moroni.[90]

Juliol
- 2 de juliol: El Senat d'Itàlia aprova que la immigració clandestina passi a considerar-se delicte.[91]
- 5 de juliol: Més de 190 morts durant els disturbis d'Ürümqi, Xinjiang) entre població d'ètnia han i uigurs.[92]
- 8 de juliol: Primera menció de Slender Man.
- 29 de juliol: Els comunistes tornen a guanyar les eleccions legislatives de Moldàvia però no poden revalidar la majoria de govern.[93]

Agost
- 15-23 d'agost: Celebració del XII Campionat del Món d'atletisme.[94]
- 17 d'agost: 
  - Google activa el domini palestí Google.ps.[95]
  - La Viquipèdia en anglès assoleix els 3.000.000 articles amb l'article Beate Eriksen.[96]
- 19 d'agost: Una cadena d'atemptats a Bagdad causa 100 morts i 563 ferits.[97]

Novembre
- 29 de novembre: Teodoro Obiang Nguema torna a sortir escollit President de Guinea Equatorial, allargant així els trenta anys en el càrrec.[98]

Desembre
- Eleccions presidencials i parlamentàries a Xile.
- 16 de desembre: El Tribunal Suprem d'Espanya accepta per primera vegada a la història un recurs exclusivament en català.[99]
- 19 de desembre: El FC Barcelona guanya el seu primer Campionat del Món de Clubs i esdevé el primer equip a guanyar alhora els sis títols d'una temporada.[100]
- S'estrena la pel·lícula Madre amadísima.

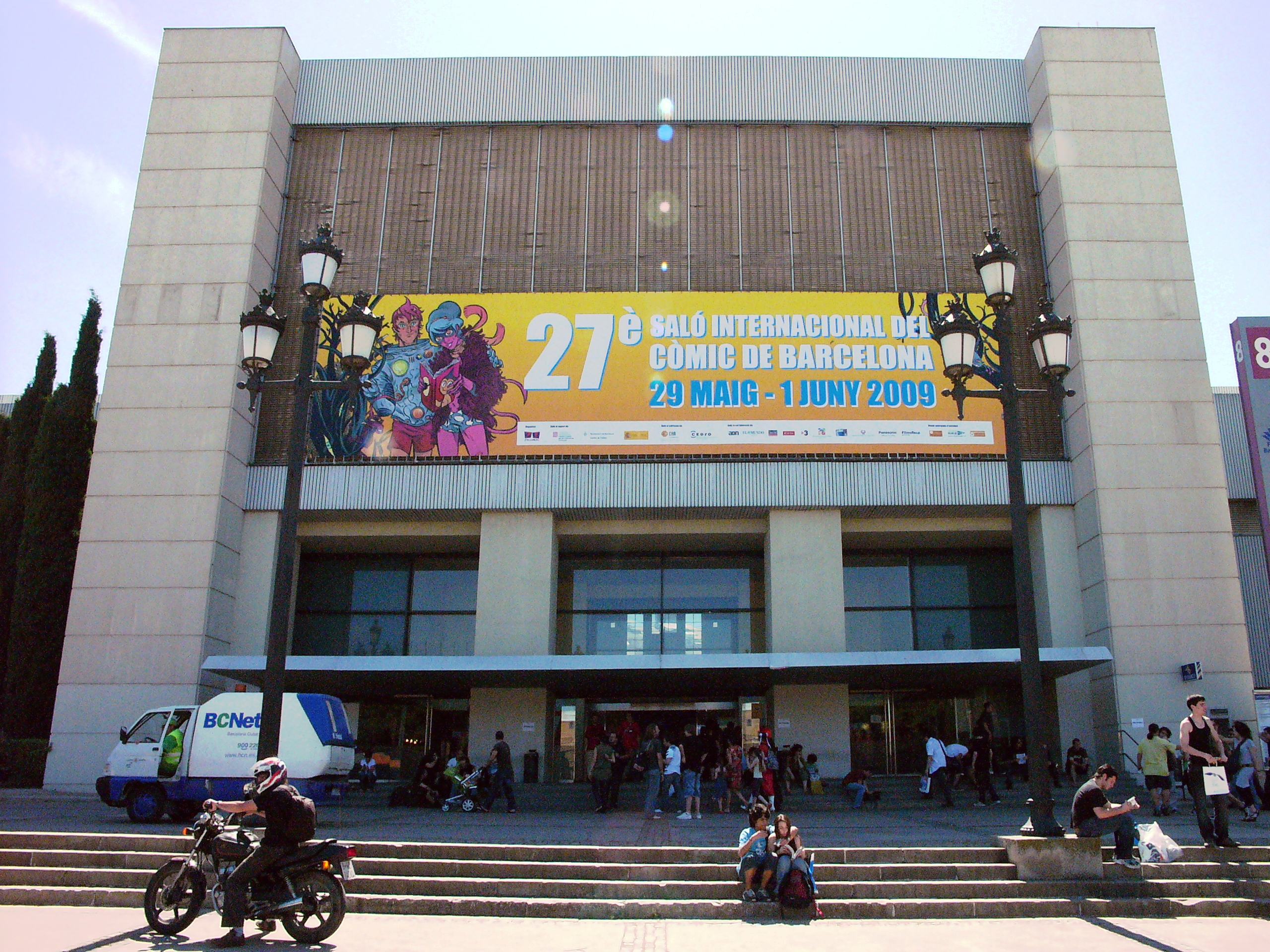
Entrada del 27 Saló de Barcelona

### Cinema
| M/d   | Direcció            | Títol                           | Gènere    |
| ----- | ------------------- | ------------------------------- | --------- |
| 00/00 |                     |                                 |           |
| 03/13 | Jean-Philippe Duval | Dédé, à travers les brumes      | biogràfic |
| 05/14 | Bahman Ghobadi      | No One Knows About Persian Cats | drama     |

### Còmics
El 27 Saló del Còmic de Barcelona se celebrà del 29 de maig a l'1 de juny i atorgà el Gran Premi a Ana Miralles; Les serps cegues fon escollida millor obra i millor guió, Pere Mejan l'autor revelació, Amaníaco millor revista i Álvaro Pons rebé el guardó a la divulgació.
- Cartell de David Rubín
- L'entrada al Saló

L'11 d'octubre morí el dibuixant estatunidenc George Tuska, reconegut pel seu treball en la sèrie Iron Man i la co-creació de Luke Cage.

### Música
| M/d   | Artistes              | Títol                                      | Estils     |
| ----- | --------------------- | ------------------------------------------ | ---------- |
| 10/31 | Els Amics de les Arts | Bed & Breakfast                            | pop        |
|       | El Petit de Cal Eril  | …i les sargantanes al sol                  | folk       |
| 12/15 | Cesk Freixas          | La mà dels qui t'esperen                   | cançó      |
|       | Strombers             | Extraterrestres                            | rock       |
| 09/25 | Basshunter            | Bass Generation                            | eurodance  |
| 11/23 | Susan Boyle           | I Dreamed a Dream                          | cançó      |
| 04/20 | Fightstar             | Be Human                                   | rock alt.  |
| 05/15 | Green Day             | 21st Century Breakdown                     | òpera rock |
| 12/01 | Il Divo               | An Evening with Il Divo: Live in Barcelona | líric      |

### Premis Nobel
| Camp                  | Guardonats                                                 |
| --------------------- | ---------------------------------------------------------- |
| Física                | - Charles Kao - Willard Boyle - George E. Smith            |
| Química               | - Venkatraman Ramakrishnan - Thomas A. Steiz - Ada Yonath  |
| Medicina o Fisiologia | - Elizabeth Blackburn - Carol W. Greider - Jack W. Szostak |
| Literatura            | - Herta Müller                                             |
| Pau                   | - Barack Obama                                             |
| Economia              | - Elinor Ostrom - Oliver E. Williamson                     |

## Naixements
- data i lloc indeterminat: Kiana de Nixapur, estudiant iraniana, segrestada, violada i assassinada.

Les persones nascudes el 2009 faran 16 anys durant el 2025.

## Necrològiques

### Països Catalans
Gener
- 1 de gener, Barcelona, Barcelonès: Ermengol Passola i Badia, empresari i promotor cultural català.
- 6 de gener, el Figueró: Anna Bosch i Pareras, política i activista catalana (n. 1950).[102]
- 23 de gener, Roda de Ter, Osona: Francesc Ribas i Sanglas, futbolista català.
- 27 de gener, Barcelona, Barcelonès: Pablo Porta Bussoms, advocat i esportista català, president de la Federació Espanyola de Futbol.
- 31 de gener, València, l'Horta: Joaquim Maldonado i Almenar, advocat i polític valencià.

Febrer
- 1 de febrer, Barcelona, Barcelonès: Josep Lorente i Miralles, jugador i entrenador d'hoquei patins català.
- 3 de febrer, Barcelonès: Mercè Conesa González, periodista d'El Periódico de Catalunya, i feminista (n. 1953).[103]
- 5 de febrer, Barcelona, Barcelonès: Julia García-Valdecasas Salgado, política catalana, militant del PP.
- 10 de febrer, Valls, Alt Camp: Pere Català i Roca, fotògraf, editor, escriptor i historiador català.
- 13 de febrer, Sabadell, Vallès Occidental: Antoni Farrés i Sabater, advocat i polític català, batlle de Sabadell.
- 13 de febrer, Cornellà de Llobregat, Baix Llobregat: Manuel Balasch i Recort, eclesiàstic i hel·lenista català.
- 17 de febrer, Barcelona, Barcelonès: Biel Moll, actor, dramaturg i director de teatre mallorquí.
- 18 de febrer, Palma, Mallorca: Antoni Martorell i Miralles, sacerdot franciscà i músic mallorquí.
- 22 de febrer, València, l'Horta: Carmelina Sánchez-Cutillas i Martínez del Romero, escriptora valenciana (n. 1927).[104]

Març
- 1 de març, Barcelona, Barcelonès: Pepe Rubianes, actor català d'origen gallec (n. 1947).
- 17 de març, Sabadell, Vallès Occidental: Joan Argemí i Fontanet, pediatre català.
- 18 de març, 
  - Lieja: Rita Lejeune, romanista i medievalista belga (n. 1906).[105]
  - Nova York: Natasha Richardson, actriu anglo-estatunidenca (n. 1963).[106]
- 20 de març, Barcelona: Rosa Castelltort i Vila, atleta catalana, pionera de l'atletisme femení a Catalunya (n. 1910).[107]
- 24 de març, Barcelona, Barcelonès: Ricard Salvat i Ferré, escriptor i director teatral català.[108]

Abril
- 2 d'abril, Barcelona, Barcelonès: Rudy Ventura, trompetista català.
- 13 d'abril, Barcelona, Barcelonès: Abel Paz, historiador, escriptor i anarcosindicalista espanyol.

Maig
- 1 de maig:
  - Barcelona, Barcelonès: Mavi Dolç i Gastaldo, professora i activista cultural valenciana.[109]
  - Barcelona, Barcelonès: Mercè Lleixà i Chavarria, actriu catalana.[110]
- 14 de maig, Inca: Xesca Ensenyat, escriptora i bloguera pollencina (n. 1952).[111]

Juny
- 6 de juny, Palma, Mallorca: Jean Dausset, metge immunologista francès.
- 8 de juny, Barcelona, Barcelonès: Omar Bongo, polític gabonès, 2n President de Gabon.

Juliol
- 1 de juliol, Barcelona, Barcelonès: Baltasar Porcel i Pujol, escriptor i periodista mallorquí.[112]
- 3 de juliol, Barcelona, Barcelonès: Assumpció Català i Poch, astrònoma i matemàtica catalana.[113]
- 5 de juliol, Barcelona, Barcelonès: Alfons Figueras i Fontanals, guionista i dibuixant de còmic català.

Agost
- 5 d'agost, Barcelona, Barcelonès: Jordi Sabater i Pi, primatòleg català.
- 11 d'agost, Sant Vicent del Raspeig, Alacantí: José Ramón García, polític valencià, militant del PP.
- 14 d'agost, Ciutat de Mèxic: Maria Teresa Pecanins i Aleix, pintora, directora artística i galerista d'art (n. 1930).[114]
- 15 d'agost, Cambrils: Pepita Reimundi, mestra i pedagoga socialista catalana (n. 1917).[115]
- 27 d'agost, Badalona, Barcelonès: Isidor Cònsul i Giribet, editor, crític literari i escriptor català.

Setembre
- 15 de setembre, Sant Feliu de Guíxols, Selva: José de Udaeta, ballarí i coreògraf català.
- 25 de setembre, Barcelona, Barcelonès: Alícia de Larrocha i de la Calle, pianista catalana.
- 28 de setembre, València, l'Horta: Paco Bascuñán, dissenyador gràfic valencià.

Octubre
- 11 d'octubre, Barcelona, Barcelonès: Joan Martí i Alanis, bisbe d'Urgell i copríncep d'Andorra.

Novembre
- 5 de novembre, Barcelona: Maria Oliveras i Collellmir, la primera metgessa anestesiòloga catalana (n. 1910).[116]
- 6 de novembre, Barcelona, Barcelonès: Lluís Lloansí i Marill, compositor de sardanes català.
- 7 de novembre, Barcelona, Barcelonès: Luis Rivas, fotògraf argentí.
- 8 de novembre, Sant Pau de Segúries: Maria Dolors Alibés i Riera, escriptora de llibres infantils, historiadora i mestra (n. 1941).[117]
- 15 de novembre, Barcelona: Maria Teresa Llorens i Crusat, mestra i compositora catalana.[118]
- 17 de novembre, Barcelona, Barcelonès: Enric Masó i Vázquez, enginyer, empresari i polític català.
- 18 de novembre, Manresa, Bages: Jaume Melendres, dramaturg, traductor i professor català.
- 22 de novembre, Girona, Gironès: Feliu Matamala i Teixidor, llibreter i activista cultural català.
- 23 de novembre, Campdevànol, Ripollès: Mercè Guix i Passola, jugadora de bàsquet i directiva esportiva catalana (n. 1922).[119]

Desembre
- 4 de desembre, Barcelona, Barcelonès: Jordi Solé i Tura, polític i advocat català.
- 8 de desembre, Ciutat de Mèxic: Anna Maria Pecanins i Aleix, pintora i galerista d'art mexicana d'origen català (n. 1930).[120]
- 17 de desembre, Barcelona, Barcelonès: Albert Ràfols-Casamada, poeta i pintor català.
- 20 de desembre, Alzira, Ribera Alta: Enric Solbes, pintor i il·lustrador valencià.
- 28 de desembre, València, l'Horta: Joan Monleon Novejarque, actor, cantant i presentador de ràdio i TV valencià.
- 29 de desembre, Barcelona, Barcelonès: Joan Oncina i Espí, tenor català.

### Resta del món
Gener
- 1 de gener, Johannesburg, Sud-àfrica: Helen Suzman, política sud-africana, activista anti-apartheid.
- 2 de gener, Toyota, Japó: Ryuzo Hiraki, futbolista japonès.
- 3 de gener, Carolina Beach, EUA: Pat Hingle, actor estatunidenc.
- 14 de gener, Scottsdale, Arizona: Angela Morley, compositora i directora d'orquestra anglesa (n. 1924).[121]
- 15 de gener, 
  - Moscou, Rússia: Veroníka Dudàrova, la primera directora d'orquestra soviètica i russa (n. 1916).[122]
  - París, França: Olivier Clément, teòleg ortodox francès.
- 16 de gener, Chadds Ford, EUA:Andrew Wyeth, pintor estatunidenc d'estil realista.
- 27 de gener, Danvers, EUA: John Updike, escriptor estatunidenc.

Febrer
- 6 de febrer, Malibu, EUA: James Whitmore, actor estatunidenc.
- 9 de febrer, Udine, Itàlia: Eluana Englaro, dona italiana en coma.
- 22 de febrer, Milà, Itàlia: Candido Cannavò, periodista esportiu italià.

Març
- 5 de març: Ljubljana, Eslovènia: Janez Gradišnik, escriptor i traductor eslovè.
- 6 de març, Brussel·les (Bèlgica): Henri Pousseur, compositor, professor i teòric de música belga(n. 1929)[123]
- 9 de març, Lima (Perú): Guillermo Thorndike, periodista i escriptor peruà.
- 12 de març, Lima, Perú: Blanca Varela Gonzales, poeta peruana, una de les veus poètiques importants d'Amèrica Llatina (n. 1926).[124]
- 17 de març, Brasília, Brasil: Clodovil Hernandes, diputat i presentador de la TV brasilera.
- 18 de març, Ciutat de Nova York, EUA: Natasha Richardson, actriu anglesa.
- 20 de març:
  - País Basc: Gorka Aguirre, polític basc, militant del PNB.[125]
  - París, França: Abdellatif Filali, polític marroquí, 13è Primer Ministre del Marroc.[126]
- 29 de març, Los Angeles, EUA: Maurice Jarre, compositor de cinema francès.
- 30 de març, 
  - Porto, Portugal: Maria Curcio, pianista clàssica italiana que va tenir una gran reputació com a professora (n. 1920).[127]
  - Mammoth Lakes, Estats Units: Andrea Mead-Lawrence, de soltera Andrea Mead, esquiadora estatunidenca (n. 1932).[128]
- 31 de març: Buenos Aires, Argentina: Raúl Alfonsín, polític argentí, 49è President de l'Argentina.

Abril
- 1 d'abril, Ciutat de Mèxic, Mèxic: Marcos Moshinsky, físic mexicà.
- 7 d'abril, Múrcia, Espanya: Mari Trini, cantant espanyola (n. 1947).[129]
- 11 d'abril, Xixón, Espanya: Corín Tellado, escriptora espanyola.[130]
- 14 d'abril, París, França: Maurice Druon, polític i escriptor francès. Premi Goncourt 1948 (n. 1918).[131]
- 16 d'abril, Santa Cruz de la Sierra, Bolívia: Eduardo Rózsa Flores, actor, productor de cinema, escriptor, publicista i militar bolivià.
- 19 d'abril, Shepperton, Anglaterra: James Graham Ballard, escriptor anglès.
- 28 d'abril, 
  - Montevideo: Idea Vilariño, poeta, traductora, crítica literària, compositora i assagista uruguaiana (n. 1920).[132]
  - Moscou: Iekaterina Maksímova, ballarina russa de fama internacional (n. 1939).[133]

Maig
- 2 de maig, Rio de Janeiro, Brasil: Augusto Boal, personalitat de teatre brasiler i nominat al Premi Nobel de la Pau el 2008.
- 7 de maig, Bohars: Anna-Vari Arzur, activista cultural bretona (n. 1921).[134]
- 12 de maig, Madrid, Espanya: Antonio Vega i Tallés, cantant i guitarrista espanyol, líder de Nacha Pop
- 15 de maig, 
  - Hong Kong, Xina: Hugh van Es, periodista gràfic neerlandès.[135]
  - Còrdova, Espanya: Carlos Castilla del Pino, psiquiatre espanyol (n. 1922).[136]
  - Roma, Itàliaː Susanna Agnelli, empresària, política i escriptora italiana (n. 1922).[137]
- 17 de maig, Montevideo, Uruguai: Mario Benedetti, escriptor uruguaià pertanyent a la Generació del 45.[138]
- 18 de maig, 
  - Mullaitivu, Sri Lanka: Velupillai Prabhakaran, guerriller tàmil, militant dels Tigres Tàmils.
  - Istanbul: Türkân Saylan, metgessa turca que treballà contra la lepra i a favor de l'educació de les noies.[139]
- 19 de maig, Seattle, EUA: Robert Francis Furchgott, científic estatunidenc Premi Nobel de Medicina o Fisiologia l'any 1998 (n. 1916).[140]
- 20 de maig, Tolosa de Llenguadoc, Occitània: Pierre Gamarra, poeta i novel·lista en llengua francesa occità.
- 23 de maig,
  - Yangsan, Corea del Sud: Roh Moo-hyun, polític coreà, 16è President de Corea del Sud.[141]
  - Hamilton, Nova Zelanda: Margaret Ann Chapman, limnòloga, primera dona a dirigir una expedició científica a l'Antàrtida.[142]
- 25 de maig, Nairobi, Kenya: Tajudeen Abdul-Raheem, polític nigerià.
- 27 de maig, Rotterdam, Països Baixos: Clive Granger, economista gal·lès.
- 30 de maig:
  - Torres Vedras, Portugal: Luís de Almeida Cabral, primer President de Guinea-Bissau.[143]
  - Rehobot, Israel: Efràyim Qatsir, quart President d'Israel (n. 1916).[144]
  - Khartum, Sudan: Gaafar al-Nimeiry, President del Sudan.
- 31 de maig, Ashurst, Anglaterra: Millvina Dean, darrera supervivent del Titanic (n. 1912).[145]

Juny
- 4 de juny, Bangkok, Tailàndia: David Carradine, actor de cinema estatunidenc.
- 14 de juny, Bethesda, Maryland: Edith Ronne, exploradora estatunidenca de l'Antàrtida.[146]
- 16 de juny: Peter Arundell, pilot de cotxes anglès.
- 17 de juny, Colònia, Alemanya: Ralf Dahrendorf, sociòleg, politòleg, filòsof i polític alemany.
- 19 de juny, Anantapur, Índia: Vicente Ferrer i Moncho, jesuïta i missioner català.
- 22 de juny, Beersel, Flandes: Karel Van Miert, polític flamenc, militant del SP.A.
- 24 de juny, Florència, Itàlia: Robèrt Lafont, escriptor, lingüista, historiador i activista cultural i polític occità.[147]
- 25 de juny, 
  - Santa Monica, EUA: Farrah Fawcett, actriu estatunidenca.
  - Los Angeles, EUA: Michael Jackson, músic, cantant i ballarí estatunidenc.[148]
- 30 de juny, Wuppertal, Alemanya: Pina Bausch, ballarina i coreògrafa alemanya.[149]

Juliol
- 6 de juliol, Washington DC, EUA: Robert McNamara, empresari i polític estatunidenc.
- 15 de juliol - Gàzi-Iurt, Ingúixia: Natàlia Estemírova, periodista i activista pels drets humans russa assassinada (n. 1958).[150]
- 17 de juliol - Ciutat de Mèxic: María Luisa Elío, escriptora i actriu navarresa exiliada.[151]
- 18 de juliol, Broad Peak: Cristina Castagna, alpinista coneguda per ser la primera italiana a coronar el Makalu.[152]
- 19 de juliol, Ciutat de Nova York, EUA: Frank McCourt, escriptor irlandès-estatunidenc.
- 31 de juliol:
  - comtat de Durham, Anglaterra: Bobby Robson, jugador i entrenador de futbol anglès.
  - Madrid, Espanya: Mary Carrillo, actriu de teatre i cinema espanyola.

Agost
- 1 d'agost, Makati, Filipines: Corazón Aquino, política filipina, 11a Presidenta de les Filipines, primera dona cap d'estat a Àsia (n. 1933).[153]
- 6 d'agost:
  - Madrid, Espanya: Lola Lemos, actriu espanyola.
  - Santiago de Compostel·la, Galícia: Antonia Ferrín Moreiras, matemàtica, professora i astrònoma gallega.[154]
- 8 d'agost, Florència, Itàlia: Daniel Jarque i González, futbolista català.
- 10 d'agost, Montauk, EUA: Andy Kessler, patinador estatunidenc.
- 11 d'agost, Hyannis: Eunice Kennedy Shriver, filantropa estatunidenca, fundadora dels Special Olympics (n. 1921).[155]
- 13 d'agost, White Plains, EUA: Les Paul, guitarrista estatunidenc.
- 18 d'agost, Seül, Corea del Sud: Kim Dae-jung, polític sud-coreà, 15è President de Corea del Sud.
- 22 d'agost, Santiago de Xile: Matilde Ladrón de Guevara, escriptora xilena (n. 1910).[156]
- 24 d'agost, Innsbruck, Àustria: Toni Sailer, esquiador austríac.
- 25 d'agost, Hyannis, EUA: Edward Kennedy, polític estatunidenc.
- 27 d'agost:
  - Madrid, Espanya: Joaquín Ruiz-Giménez Cortés, jurista i advocat espanyol.
  - Moscou, Rússia: Serguei Mikhalkov, poeta i dramaturg rus.

Setembre
- 6 de setembre, Madrid, Espanya: Julio de Benito, periodista espanyol.
- 7 de setembre, Montecarlo, Mònaco: Mike Bongiorno, presentador de TV italo-estatunidenc.
- 8 de setembre, Copenhaguen, Dinamarca: Aage Niels Bohr, físic danès.
- 11 de setembre:
  - L'Havana, Cuba: Juan Almeida Bosque, polític i compositor cubà.
  - Shimonita, Japó: Yoshito Usui, dibuixant de còmics japonès.
- 12 de setembre
  - Dallas, EUA: Norman Borlaug, enginyer agrònom estatunidenc.
  - Los Angeles, EUA: Jack Kramer, tennista estatunidenc.
- 14 de setembre, Los Angeles, EUA: Patrick Swayze, actor i ballarí estatunidenc.
- 16 de setembre, Danbury, EUA: Mary Travers, cantant estatunidenca.
- 17 de setembre, Ciutat de Nova York, EUA: Leon Kirchner, compositor estatunidenc (n. 1919).[157]
- 19 de setembre, Londres: Alan Deyermond, hispanista britànic (n. 1932).
- 20 de setembre, Udine: Novella Cantarutti, escriptora en llengua furlana (n. 1920).[158]
- 24 de setembre, Ciutat de Nova York, EUA: Ertuğrul Osman V, cap de la Casa imperial de la Dinastia Otomana.
- 28 de setembre, Ciutat de Panamà: Guillermo Endara, polític i advocat panameny, President de Panamà.

Octubre
- 4 d'octubre, Buenos Aires: Mercedes Sosa, cantant argentina, amb arrels en el folk (n. 1935).[159]
- 9 d'octubre, Yverdon-les-Bains (Suïssa): Jacques Chessex, novel·lista, poeta, editor i pintor suís, escriptor en francès. Premi Goncourt de novel·la l'any 1973, per l'Ogre i de poesia l'any 2004 (n. 1934).
- 10 d'octubre, Madrid, Espanya: Luis Aguilé, cantant argentí.
- 13 d'octubre, Springfield, EUA: Al Martino, actor i cantant estatunidenc.
- 16 d'octubre, Madrid, Espanya: Andrés Montes, periodista esportiu espanyol.
- 26 d'octubre, Madrid, Espanya: Sabino Fernández Campo, militar espanyol.
- 30 d'octubre, París, França: Claude Lévi-Strauss, antropòleg francès (n. 1908).[160]

Novembre
- 1 de novembre, Milà, Alda Merini, poeta i escriptora italiana.[161]
- 2 de novembre, Madrid, Espanya: José Luis López Vázquez, actor espanyol.
- 3 de novembre, Madrid, Espanya: Francisco Ayala, advocat i escriptor espanyol.
- 8 de novembre, 
  - Atenes: Arda Mandikian, cantant d'òpera soprano greco-armènia (n. 1924).[162]
  - Moscou, Rússia: Vitaly Ginzburg, astrofísic rus.
- 10 de novembre, Neustadt am Rübenberge, Alemanya: Robert Enke, futbolista alemany.
- 15 de novembre, Belgrad, Sèrbia: Patriarca Pavle, clergue serbi, cap de l'Església Ortodoxa Sèrbia.
- 16 de novembre, Moscou, Rússia: Ivan Khutorskoi, activista antifeixista rus.
- 18 de novembre, Ciutat de Nova York, EUA: Jeanne-Claude Denat de Guillebon, artista francesa.

Desembre
- 1 de desembre, Neuilly-sur-Seine, França: Ramses Shaffy, cantant i actor neerlandès.
- 4 de desembre, Houston, EUA: Eddie Fatu, lluitador professional samoà.
- 13 de desembre, Belmont, EUA: Paul Samuelson, economista estatunidenc.
- 16 de desembre, Odintsovo, Rússia: Iegor Gaidar, economista i polític rus, 17è Primer Ministre de Rússia.
- 24 de desembre, Caracas, Veneçuela: Rafael Caldera, advocat i polític veneçolà, 54è i 60è President de Veneçuela.
- 30 de desembre, Sant Sebastià, Guipúscoa: Juan Ricardo Miguel Zulueta Vergarajauregui, conegut com a Iván Zulueta, dissenyador i cineasta basc (n. 1943).[163]

## 2009 en la ficció
La novel·la Flashforward (1999), ambientada enguany, predigué el descobriment del bosó de Higgs pel Gran Col·lisionador d'Hadrons i l'ocurrència del papa Benet XVI.
L'argument principal de l'anime Macross (1982) també té lloc l'any 2009.